# Провідник (фільм, 1915)
Провідник (англ. The Explorer) — американський пригодницький фільм режисера Джорджа Мелфорда 1915 року.

## У ролях
- Лу Телеген — Алек Маккензі
- Том Форман — Джордж Аллертоні
- Дороті Девенпорт — Люсі Аллертоні
- Джеймс Нілл — доктор Адамсон
- Хорас Карпентер — МакІннері